# Stazione di Porto Ceresio
La stazione di Porto Ceresio è una stazione ferroviaria posta sulla linea Porto Ceresio-Milano, della quale costituisce il terminale settentrionale. Serve il comune di Porto Ceresio, in provincia di Varese.

## Storia
La stazione venne aperta il 18 luglio 1894, allorché la preesistente ferrovia tra Gallarate e Varese fu prolungata attraverso la Valceresio. Essa sorse dinnanzi all'imbarcadero civico, servito dai battelli della navigazione pubblica internazionale sul lago di Lugano, che assicuravano collegamenti passeggeri (e inizialmente anche merci) con le altre località della costa ceresiana, ivi comprese quelle della Svizzera.
Lo scalo ebbe per qualche tempo il ruolo di stazione di confine e fu dotato di una dogana, dislocata in un locale al pianterreno del fabbricato viaggiatori e in un chiosco presso l'imbarcadero pubblico: questo poiché la fascia d'acqua lacustre tra i comuni di Lavena Ponte Tresa e Porto Ceresio gode formalmente di status extraterritoriale, ove persone e merci si considerano espatriate in Svizzera non appena salite su di un'imbarcazione.
Il progetto originario prevedeva la possibilità di rendere l'impianto passante: attorno agli anni 1910 venne infatti studiata la fattibilità di un prolungamento della linea di competenza verso Brusimpiano e Lavena Ponte Tresa, per poi allacciarla alla tratta locale per Lugano (opportunamente adeguata dal punto di vista tecnico). Tale iniziativa, di per sé di difficile e costosa attuazione, venne infine bloccata dal regime fascista nel quadro del depotenziamento delle relazioni dirette italo-elvetiche.
La stazione rimase temporaneamente chiusa all'esercizio dal 1º gennaio 2010 al 7 gennaio 2018, onde permettere l'esecuzione di lavori di costruzione della nuova linea ferroviaria Mendrisio-Arcisate-Varese (che perfezionò e semplificò la summenzionata idea di un secolo prima) e di riqualificazione del preesistente sedime ferroviario in Valceresio. In tale periodo le corse ferroviarie da e per Varese vennero sostituite da un servizio di autobus con fermata nel piazzale esterno alla stazione.

## Strutture e impianti

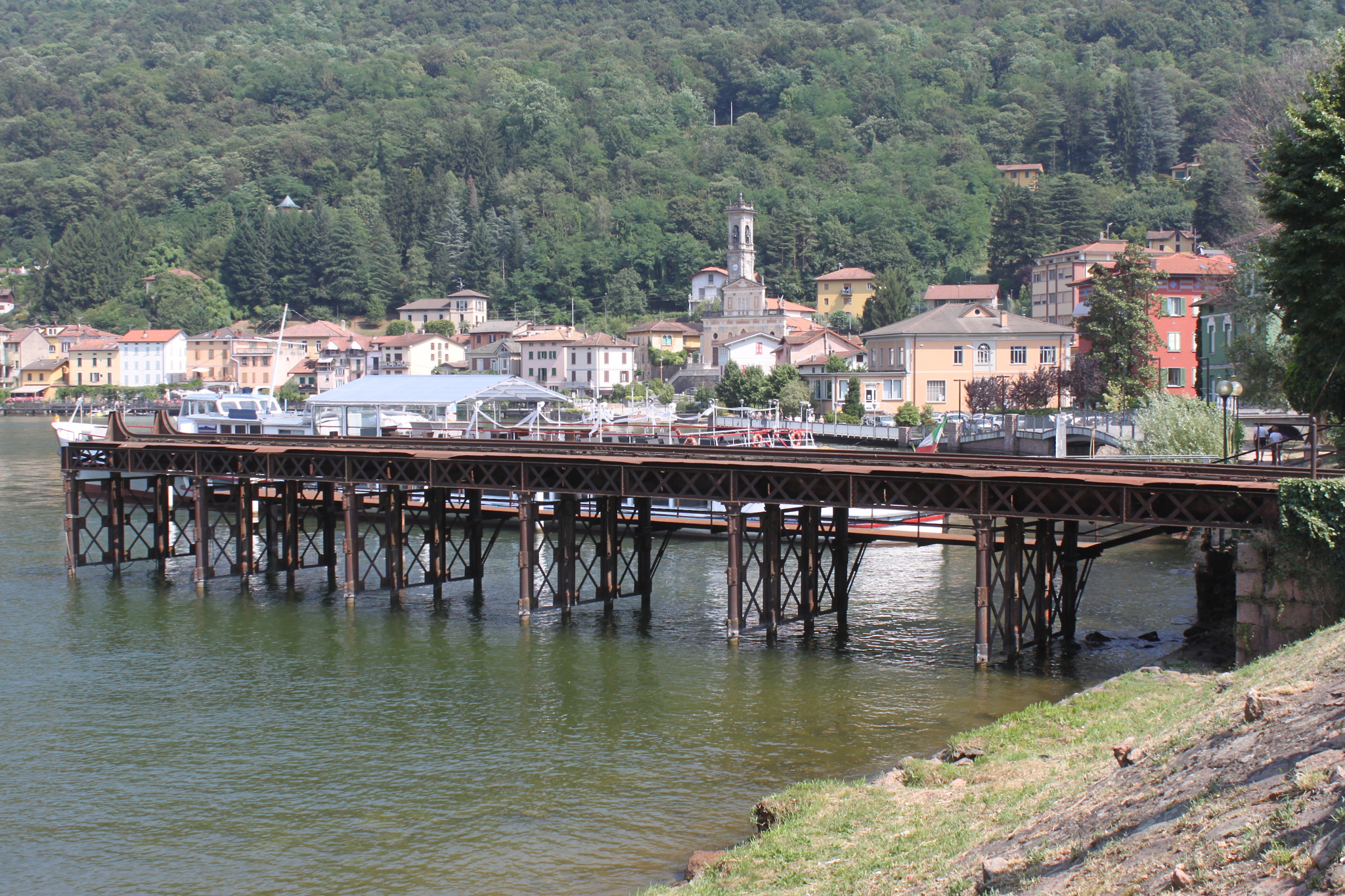
Il vecchio pontile ferroviario sul lago di Lugano

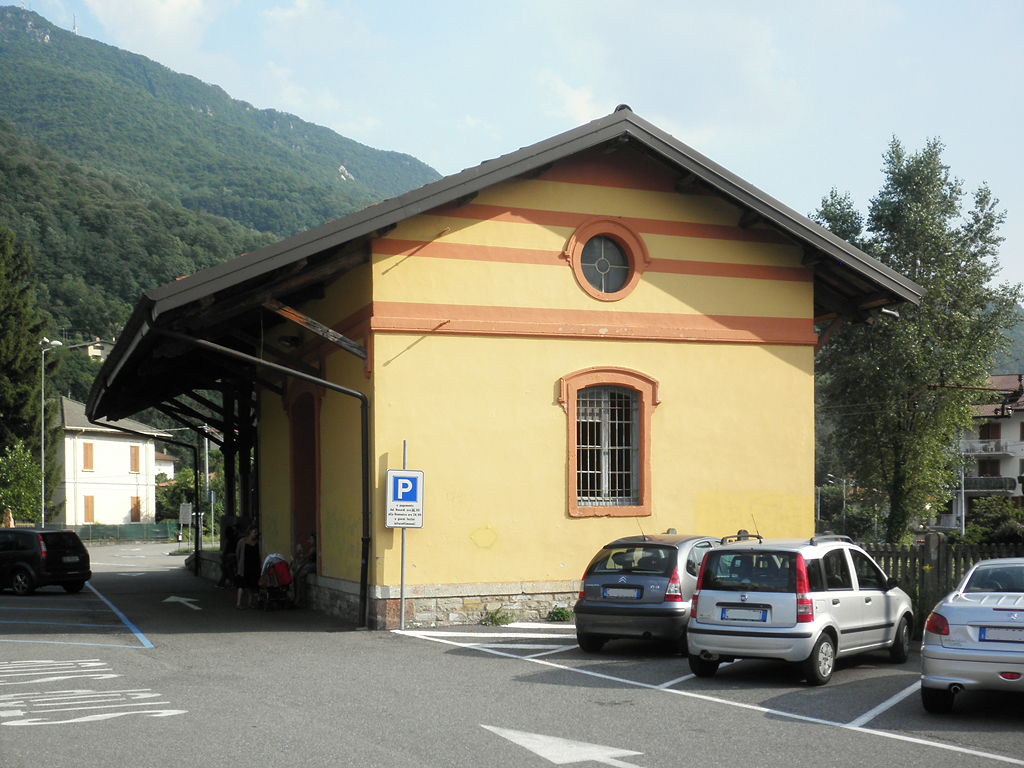
Il magazzino merci settentrionale, ristrutturato

Il sedime della stazione di Porto Ceresio si sviluppa in curva e costeggia fedelmente la riva del lago di Lugano. Si compone di tre binari principali, dei quali due serviti da banchine coperte (riallestite e rialzate tra il 2017 e il 2018). Le rotaie poi superano gli edifici e proseguono per un centinaio di metri oltre il verso il lago, per poi riunirsi in un unico tronchino di fronte al molo comunale.
Lo scalo si caratterizza per essere dotato di un doppio fabbricato viaggiatori: l'edificio principale si sviluppa su due piani e presenta una planimetria con un corpo principale squadrato e regolare, con alle estremità due elementi aggettanti verso l'esterno. Qui sono alloggiati i locali tecnici principali della stazione: ufficio del dirigente movimento, biglietteria, sala d'attesa, dogana ferroviaria e alloggi per il personale viaggiante (poi dismessi). Un secondo fabbricato, di base più compatto, ma sviluppato su tre piani, sorge poco discosto dal principale, ospitando al pianterreno un esercizio di ristorazione e ai piani rialzati alloggi per il personale ferroviario (a loro volta dismessi).
Vi sono poi due piccoli scali merci, operativi fino agli anni 1990: uno settentrionale, a ridosso degli edifici passeggeri, e uno meridionale, presso il passaggio a livello di via Fratelli Bertolla. Il primo è stato restaurato e adibito a deposito di materiali, mentre il secondo è in rovina. Il fascio binari dello scalo nord è stato disarmato, asfaltato e trasformato in parcheggio per autoveicoli, mentre i binari a sud sono stati preservati, sebbene caduti in disuso
Peculiarità di tale settore della stazione era la presenza di un binario prolungato che, attraversando a raso la strada provinciale litoranea, raggiungeva la sponda del lago e agevolava l'operazione di carico/scarico delle merci dalle carrozze ai traghetti in servizio sulle rotte italo-svizzere del lago di Lugano. Il binario di raccordo è stato a sua volta rimosso, ma il pontile ferreo di trasbordo (pur separato dal resto del fascio-binari) è stato preservato.
Come da prassi sulla ferrovia della Valceresio, gli edifici di stazione sono dipinti in giallo pastello con finiture amaranto.

## Movimento
Con la riattivazione della ferrovia di competenza, dal 7 gennaio 2018 Porto Ceresio è il capolinea settentrionale delle 17 coppie di treni RegioExpress eserciti quotidianamente da Trenord a cadenzamento orario sulla tratta da e per Milano Porta Garibaldi come linea RE5.

## Servizi
La stazione è classificata da RFI nella categoria Bronze e dispone dei seguenti servizi:
- Bar
- Biglietteria automatica
- Sala d'attesa
- Servizi igienici